# Karibské společenství
Karibské společenství (anglicky Caribbean Community) je mezistátní organizace působící v Karibiku. Sdružuje 15 členů, 5 zámořských území Spojeného království má statut přidružených členů. Posláním a cílem této organizace je posilovat vzájemné vazby mezi zúčastněnými státy a různými prostředky podporovat ekonomický i sociální rozvoj oblasti.
Karibské společenství (dříve Karibské společenství a společný trh) vzniklo 1. srpna 1973, kdy přišla v platnost ustavující smlouva z Chaguaramas, podepsaná 4. července téhož roku. Zakládající státy byly Trinidad a Tobago, Barbados, Jamajka a Guyana. V roce 2001 byla přijatá pozměněná verze smlouvy. Karibské společenství nejdříve navazovalo na Západoindickou federaci sdružující anglicky mluvící území v Karibiku. Později (v roce 1995) byl přijat nizozemsky mluvící Surinam a v roce 2002 Haiti (kde se mluví francouzsky a haitskou kreolštinou).
Mezi projekty (některé již realizované, některé teprve ve vývoji) patří např. společný trh, pas, víza, univerzita; celní unie, měnová unie.

## Zúčastněné země
| Členské státy a území - Antigua a Barbuda - Bahamy - Barbados - Belize - Dominika - Grenada - Guyana - Haiti - Jamajka - Montserrat - Surinam - Svatá Lucie - Svatý Kryštof a Nevis - Svatý Vincenc a Grenadiny - Trinidad a Tobago |  | Přidružená území - Anguilla - Bermudy - Britské Panenské ostrovy - Kajmanské ostrovy - Turks a Caicos |